# Oxid de bismut
Oxidul de bismut este unul dintre cei mai importanți compuși ai bismutului din punct de vedere industrial, fiind un punct de plecare pentru obținerea altor compuși de bismut. În natură, se găsește sub forma mineralelor bismit (monoclinic) și sferobismoit (tetragonal, dar mai rar), dar este obținut de obicei ca produs secundar la topirea minereurilor de cupru și plumb. 